# Vall de Almonacid
Vall de Almonacid – gmina w Hiszpanii, w prowincji Castellón, we wspólnocie autonomicznej Walencja, o powierzchni 21,12 km². W 2011 roku liczyła 273 mieszkańców.